# التغطية الإعلامية لحرب غزة (2008-2009)
أدت وسائل الإعلام دورًا مهمًا في تغطية أحداث الحرب على غزة 2008-2009. تم تقييد دخول الصحافة الأجنبية إلى غزة منذ نوفمبر 2008 عبر مصر أو إسرائيل. في 29 ديسمبر 2008، أمرت المحكمة العليا الإسرائيلية بالسماح للصحفيين بدخول غزة كلما فتحت المعابر، لكن الجيش الإسرائيلي رفض الامتثال. كانت هناك اعتقالات للصحفيين بسبب انتهاكات الرقابة في زمن الحرب في إسرائيل، وقد نددت بهذه الاعتقالات من قبل المنظمات الصحفية الدولية. وتعرضت البنية التحتية الإعلامية، بما في ذلك معدات بث تلفزيون الأقصى والمكاتب الصحفية الأجنبية والمحلية، للقصف أثناء الصراع. لعبت العلاقات الإعلامية أيضًا دورًا مهمًا، مع استخدام وسائل الإعلام الجديدة من جانب إسرائيل، فضلاً عن حملة علاقات عامة واضحة.

## خلفية
بعد الانسحاب الإسرائيلي من غزة، كان هناك عدد من حالات العنف التي استهدفت صحفيينن ارتبطت بجماعات لم تكن معروفة من قبل مرتبطة بالقاعدة. ومن أبرز هذه الحالات اختطاف الصحفي في بي بي سي آلان جونستون. ودعت مصادر أمنية فلسطينية كافة الأجانب (خاصة الأوروبيين والأمريكيين)، بمن فيهم عمال الإغاثة التابعون للمنظمات الدولية، لمغادرة أراضي غزة "خوفا من عمليات خطف جديدة". ومن المعروف أن حماس تشارك في المفاوضات وإطلاق سراح الرهائن في كثير من الحالات. في وقت لاحق، أصدرت رابطة الصحافة الأجنبية بيانا قالت فيه أن غزة أصبحت "منطقة محظورة". وبدلاً من ذلك، اعتمدت المنظمات الدولية على موظفيها المحليين لجمع المعلومات.

## الصحافة الأجنبية في غزة
رفضت إسرائيل ومصر، وهما الدولتان الوحيدتان اللتان تتشاركان الحدود مع غزة، دخول الصحفيين الأجانب إلى غزة منذ نوفمبر 2008. قضت المحكمة الإسرائيلية العليا في 29 ديسمبر بوجوب السماح للصحفيين بدخول غزة في الأوقات التي يكون فيها المعبر الحدودي الرئيسي مفتوحًا، لكن الجيش لم يمتثل. قال متحدث باسم السفارة الإسرائيلية في المملكة المتحدة إن إسرائيل تقيد الدخول إلى غزة لأن غزة منطقة حرب، وأن الدول الأخرى ستفعل الشيء نفسه.
وصفت جمعيات ومنظمات صحفية مختلفة هذا الحظر بأنه "غير مسبوق"، ووصفت جمعية الصحافة الأجنبية في إسرائيل الحظر بأنه "انتهاك لحرية الصحافة" كما تمارسه الأنظمة الأخرى. قال الاتحاد الدولي للصحفيين إن الحظر المفروض على دخول وسائل الإعلام الأجنبية إلى غزة، بالإضافة إلى الرقيب العسكري الآن باتباع إرشادات صارمة صادرة عن مكتب الرقابة الرئيسي في إسرائيل، يعني أنه لم يُسمح للعالم برؤية ما يحدث في غزة. اعتبارًا من يناير 2009، كانت قناة الجزيرة، التي كان مراسلاها أيمن محي الدين وشيرين تادرس داخل غزة بالفعل عندما بدأ النزاع، وتعتبر الإذاعة الدولية الوحيدة التي لديها مراسل صحفي من داخل غزة  ولدى بي بي سي المنتج المحلي رشدي أبو علوف داخل غزة.
ذكرت صحيفة نيويورك تايمز في 10 يناير أن "إسرائيل تمكنت أيضًا من حجب عرض النطاق الترددي للهواتف المحمولة، لذا فإن عددًا قليلاً جدًا من صور الهواتف المحمولة للهواة تخرج من غزة".
في 18يناير، دخل صحفيون غزة عبر حاجز بيت حانون بعد إعلان وقف إطلاق النار.
منع مسؤولو حماس بي بي سي من التصوير في أحد المواقع، ربما بسبب وجود هدف عسكري في مكان قريب.

## ضربات من قبل جيش الاحتلال الإسرائيلي
تعرضت المنشآت الإعلامية في غزة، الأجنبية والمحلية، لنيران إسرائيلية منذ بدء الحملة العسكرية. في 29 ديسمبر، دمر الجيش الإسرائيلي منشآت ومقرات قناة الأقصى (على الرغم من استمرار البث من أماكن أخرى)، وفي 5 يناير، قصف الجيش الإسرائيلي مكاتب صحيفة الرسالة الأسبوعية التابعة لحماس. في 9 يناير، قصف الجيش الإسرائيلي برج جوهرة في مدينة غزة، الذي يضم أكثر من 20 مؤسسة إخبارية دولية، بما في ذلك وسائل إعلام تركية وفرنسية وإيرانية. نشرت هآرتس شريط فيديو لمراسل من غزة يؤكد أن حماس أطلقت صواريخ بالقرب من مكاتب التلفزيون. صرّحت مراسلة غزة حنان المصري من برج الجوهرة على قناة العربية: صاروخ غراد من هنا؟ إنه هنا. اسمع، إنه هنا، أسفل المبنى. . . " . وذكرت قناة الجزيرة أن صحفيًا واحدًا على الأقل أصيب في الهجوم، وذكرت قناة برس تي في أن معدات البث عبر الأقمار الصناعية قد تضررت. وقالت وحدة المتحدث باسم الجيش الإسرائيلي إن المبنى لم يتم استهدافه، رغم أنه ربما يكون قد تعرض لأضرار جانبية.

## قيود وسائل الإعلام
اعتقلت السلطات الإسرائيلية اثنين من الصحفيين العرب من القدس الشرقية يعملان في محطة تلفزيونية إيرانية في 12 يناير، ووجهت إليهما تهمة انتهاك بروتوكولات الرقابة التابعة لجيش الاحتلال الإسرائيلي بسبب تغطيتهما المزعوم للهجوم البري للجيش الإسرائيلي على غزة قبل ساعات من منحهما الإذن. نفى الصحفيون الاتهامات، مؤكدين أنهم نقلوا ما يقال في وسائل الإعلام الدولية فقط. أحد الصحفيين الإيطاليين، بعد الحصول على تصريح من الجيش الإسرائيلي بالسفر إلى نتساريم، تعرض لإطلاق نار على نقطة تفتيش إسرائيلية حتى بعد تجديد الاتصال الهاتفي مع السلطات العسكرية بشأن الحادث مما أدى إلى تأكيدات بأنه يمكنه المضي قدمًا بأمان.
نفى رئيس المكتب الصحفي للحكومة دانيال سيمان في 25 يناير أن سياسة الحكومة الإسرائيلية منعت المراسلين الأجانب من غزة من 8 نوفمبر 2008 حتى 21 يناير 2009، وشوه سمعة وسائل الإعلام ووصفوها بأنها "متذمرون... غير راغبين في بذل جهد" للوصول إلى غزة، وادعوا أن الجميع باستثناء 3٪ يمثلون" ورقة توت لحماس". وكانت جمعية الصحافة الأجنبية قد تقدمت بالتماس إلى المحكمة العليا الإسرائيلية للسماح لها بالدخول غير المقيد إلى قطاع غزة. يبدو أن تقييد الصحافة كان جزءًا من الحملة الدعائية لعملية الرصاص المصبوب كما يطلق عليها الجيش الإسرائيلي.
زعم ناشمان شاي، المتحدث السابق باسم الجيش الإسرائيلي، أن التنظيم الصارم الذي تفرضه إسرائيل على وسائل الإعلام كان رد فعل على التقارير "المربكة" خلال الصراع الإسرائيلي اللبناني عام 2006. أصدرت رابطة الصحافة الأجنبية في إسرائيل بيانا قالت فيه: "إن الحرمان غير المسبوق من دخول غزة لوسائل الإعلام العالمية يرقى إلى مستوى انتهاك صارخ لحرية الصحافة ويضع دولة إسرائيل في صحبة حفنة من الأنظمة حول العالم التي تمنع الصحفيين بانتظام من القيام بعملهم".

## الحملات الإعلامية
ذكرت صحيفة هآرتس أن وزيرة الخارجية الإسرائيلية تسيبي ليفني "أصدرت تعليمات لكبار مسؤولي الوزارة ببدء حملة علاقات عامة دولية عدوانية ودبلوماسية من أجل كسب الدعم لعمليات الجيش الإسرائيلي في قطاع غزة". شن المسؤولون الإسرائيليون في السفارات والقنصليات في جميع أنحاء العالم حملات في وسائل الإعلام المحلية، ولهذا الغرض جندوا أشخاصًا يتحدثون لغتهم الأم. كما افتتحت إسرائيل مركزا إعلاميا دوليا في سديروت. بدأ نائب القنصلية الإسرائيلية في مدينة نيويورك عقد مؤتمرات صحفية عبر الإنترنت على موقع تويتر، وهو موقع تدوين مصغير.
انتقد نائب وزير الخارجية الإسرائيلي مجلي وهبي بعض وسائل الإعلام الدولية لعدم إظهارها وجهة النظر الإسرائيلية، قائلاً إن بعض وسائل الإعلام "فشلت في كثير من الأحيان في الإبلاغ عن هجمات القسام المتفشية التي سبقت أعمال العنف [الحالية]"، وفقًا لصحيفة جيروزاليم بوست.
فتحت وحدة المتحدث باسم جيش الاحتلال الإسرائيلي قناة على موقع يوتيوب، وبها العديد من مقاطع الفيديو القتالية وسجل الفيديو السردي. تهدف مقاطع الفيديو إلى تعزيز مواقف إسرائيل في القضايا الخلافية. شككت بتسيلم وهيومن رايتس ووتش في دقة أحد المقاطع المرئية، التي زعمت أن غارة إسرائيلية شُنّت على مسلحين، بينما في الواقع، فقد قتلت عدة مدنيين. كما أطلقت حماس موقع فيديو شبيه بموقع يوتيوب يبث انتقادات لفتح ومقاطع فيديو لهجمات حماس وأعداد القتلى الإسرائيليين.

## اتهامات بالتحيز الإعلامي

### الإعلام الإسرائيلي
تعرضت وسائل الإعلام الإسرائيلية لانتقادات لممارستها الرقابة الذاتية المزعومة وتكميم المعارضة بتغطية الصراع التي وُصفت بأنها وطنية بشكل علني ومنحازة ضد حماس. وكتبت ثماني مجموعات إسرائيلية معنية بحقوق الإنسان رسالة إلى رؤساء تحرير الصحف والمذيعين والمواقع الإلكترونية تزعم أن "الآراء التي تنتقد قرار شن الهجوم أو سلوك الجيش خلال الحرب لا تسمع إلا قليلاً". وأشار النقاد إلى عناوين الصحف التي تصف الضربات الجوية المفاجئة على غزة، بما في ذلك عنوان يديعوت أحرونوت "أفضل متأخراً" وعنوان معاريف "إعادة القتال". وقالت منظمة مراقبة وسائل الإعلام الإسرائيلية، كيشيف، إن قنوات التلفزيون الإسرائيلية أرسلت مذيعيها إلى البلدات التي ضربتها صواريخ حماس، لكنها لم تهتم كثيرا بالتقارير التي تتحدث عن الدمار داخل غزة. وكمثال على ذلك، استشهد يزهار بئير، رئيس كيشيف، بالتغطية الإسرائيلية المحدودة نسبيًا لمقتل ما يقرب من 50 شخصًا في 6 يناير في الغارات الجوية على ثلاث مدارس للأمم المتحدة، والتي اعتقدت القوات الإسرائيلية خطأً أنها كانت تستخدم كمخابئ للمسلحين. وعن التغطية الشاملة قال بئير:
أقر رئيس تحرير القناة العاشرة بوجود قدر كبير من الروح الوطنية في تغطية الصراع، لكنه أرجع ذلك إلى حد كبير إلى رفض إسرائيل السماح للصحفيين بدخول حماس والقيود التي يفرضها الجيش على المعلومات الواردة من ساحة المعركة. وقال لوكالة فرانس برس "لا توجد وسيلة لتطوير النقد لأننا نتلقى تفاصيل قليلة جدا من الجيش حول القتال داخل غزة. . . عندما لا يكون هناك انتقاد يكون هناك مجال أكبر للوطنية".

### المملكة المتحدة
تلقت البي بي سي اتهامات بالتحيز، سواء لصالح إسرائيل أو ضدها، أثناء النزاع، لكنها تلقت انتقادات شديدة لقرارها عدم بث نداء تلفزيوني من قبل وكالات الإغاثة لضحايا الغارات الجوية على غزة. وقال مسؤولو بي بي سي إن القرار نابع من سياسة الحفاظ على الحياد في النزاع. لكن العديد من الأحزاب انتقدت القرار، بما في ذلك رؤساء أساقفة كنيسة إنجلترا ووزراء في الحكومة البريطانية وحتى بعض موظفي بي بي سي. وصف مسؤولو بي بي سي الانتقادات بأنها غير مسبوقة، بما في ذلك أكثر من 11.000 شكوى في فترة ثلاثة أيام. واتهمت بعض الاحتجاجات الشركة بالاستسلام لضغوط إسرائيل أو جماعات يهودية، بينما يعزوها آخرون إلى الخوف من الجدل في ظل إحراج سابق بشأن تغطية الشرق الأوسط؛ بي بي سي نفت بشدة كلا الادعاءين.
وقالت منظمة عرب ميديا واتش وهي هيئة رقابية مقرها لندن، بهدف معلن يتمثل في السعي من أجل تغطية موضوعية للقضايا العربية في وسائل الإعلام البريطانية، إنها وجدت تحيزًا مؤيدًا لإسرائيل في الصحافة البريطانية. حسب دراستهم، عندما تمثل الصحافة البريطانية طرفًا واحدًا على أنه انتقام، فإن الحزب هو إسرائيل أكثر من ثلاثة أرباع الوقت؛ في الصحافة الشعبية، صورت إسرائيل على أنها الطرف الانتقامي بنسبة 100٪ من الوقت. تم تصوير أعمال العنف التي تقوم بها إسرائيل على أنها "عمليات انتقامية" أكثر بثلاث مرات مما تم تصويرها على أنها "استفزازات". قال أحد مستشاري عرب ميديا ووتش: "لا محالة، أن هذه الاتجاهات في التقارير تترك العنف الفلسطيني غير مبرر إلى حد كبير، مما يجعله يبدو على أنه" عدوان "غير مبرر."

### نيويورك تايمز
كانت تغريد الخضري، مراسلة نيويورك تايمز، من بين المراسلين القلائل الذين قدموا تقارير من غزة خلال حرب غزة 2008-2009 بعد أن منعت إسرائيل المراسلين من عبور الحدود بين غزة وإسرائيل. تصف الخضري نفسها بأنها من بين "عدد قليل جدًا من المراسلين الموضوعيين" الذين يغطون الصراع. تمت الإشادة بـ "التغطية العميقة والمتوازنة" للصراع.
وقد تعرضت الخضري، التي غطت الصراع من موقع بالقرب من مستشفى الشفاء الطبي، لانتقادات لفشلها في تغطية استخدام حماس للمنازل والمساجد والمستشفيات والمدارس لتخزين الأسلحة، ولم يبلغ عن استخدام حماس للدروع البشرية، ولا الإبلاغ عن استخدام حماس للأطفال لمساعدة الجنود، وعدم الإبلاغ عن إعدام حماس في زمن الحرب لـ "المتعاونين" المتهمين، وعدم الإبلاغ عن موقع قيادة حماس في مخبأ تحت مستشفى الشفاء. وقد اتُهمت التايمز بالفشل في موازنة تقارير صحفي يلقي "منظوره الشخصي" باللائمة على الصراع على إسرائيل وحدها. وكما قالت الخضري في مقابلة مع شبكة سي إن إن، فإن "القضية الحقيقية" في الصراع بين إسرائيل وغزة 2008-2009 هي "الاحتلال العسكري الإسرائيلي". ونشر صورة مشوهة، كما عبرت عنها الخضري، عن وضع "الناس العاديون محاصرون بين مقاتلين انتحاريين وعسكريين عملاقين"، وتغطية خسائر المدنيين في غزة "مع استبعاد فعلي لأية قضايا أخرى."

## الهاكتفيزم
كما أدى الصراع أيضًا إلى ظهور دعاية كبيرة، ونشاط الهاكتفيزم، والحرب السيبرانية (سواء من جانب المقاتلين والأنظمة السياسية المتورطة بشكل مباشر والأطراف المستقلة والخاصة) مما أدى إلى العديد من عمليات تشويه مواقع الويب، إنكار- هجمات الخدمة واختطاف اسم المجال والحساب. ظهر روبوت معاد لحركة حماس أنشأه طلاب إسرائيليون، وظهرت دبلوماسية إعلامية جديدة على مواقع التواصل الاجتماعي مثل فيسبوك وسكند لايف وعلى وسائل الإعلام الجديدة آنذاك مثل تويتر.